# Drożyna
Drożyna is een plaats in het Poolse district  Polkowicki, woiwodschap Neder-Silezië. De plaats maakt deel uit van de gemeente Radwanice en telt 80 inwoners.